# ЭО
ЭО («Электровоз Опытный», первоначальное обозначение — Г1) — опытный советский грузо-пассажирский электровоз, выпущенный в 1959 году немецким заводом Lokomotivbau Elektrotechnische Werke (LEW) (близ Хеннигсдорфа). Было построено 2 экземпляра. По конструкции электровозы ЭО (Г1) были схожи с выпускавшимися этим же заводом электровозами E04 и E05 (поступали на Польские железные дороги, в 1958 году сменили обозначения на EU04 и EU20 соответственно).

## Судьба электровозов
Электровозы Г1 прибыли в СССР 31 декабря 1959 года на пограничную станцию Брест, а 10 января 1960 года их перевели в депо Москва-Сортировочная. Обозначение серии вскоре сменили с Г1 на ЭО, чтобы не путать с газотурбовозом Коломенского завода, который тоже носил такую же серию. Электровозы ЭО начали обслуживать поезда на линии Москва—Рязань, а затем непродолжительно на линии Москва—Ярославль. В 1961 году на одном из электровозов (номер не установлен) произошёл пожар, в результате которого электровоз в том же году списали. Оставшийся электровоз был передан Челябинскому металлургическому комбинату для работы на промышленных путях.
Фактически, участь электровозов ЭО на советских железных дорогах была изначально предрешена. Так в грузовом движении электровозы ЭО были слабее, чем ВЛ23 (часовая сила тяги ЭО и ВЛ23 составляет 23 200 и 26 400 кгс соответственно), не говоря уже о более сильных ВЛ8. В пассажирском движении ЭО уже уступали по скоростным характеристикам ЧС2 (скорости часового режима 49 и 72,4 км/ч соответственно). Таким образом, на советских железных дорогах электровозы ЭО оказались попросту не нужны, поэтому больше завод их не выпускал.